# Terra Obscura
Terra Obscura è una serie a fumetti di 12 numeri dell'universo America's Best Comics dell'etichetta WildStorm della DC Comics.
Spin-off di Tom Strong, la serie è stata scritta da Peter Hogan (che ne decideva la trama insieme al creatore dell'universo ABC, Alan Moore) e disegnata da Yanick Paquette and Karl Story.

## Pubblicazione

### Pubblicazione originale
- Raccolte:
  - Terra Obscura vol. 1 (ISBN 1-4012-0286-1) (raccoglie i numeri 1-6)
  - Terra Obscura vol. 2 (ISBN 1-4012-0622-0) (raccoglie i numeri 7-12)
- Numeri speciali:
  - ABC A-Z: Terra Obscura and Splash Brannigan (gennaio 2006)

### Pubblicazione italiana
- ABC 19-21 (pubblicati i numeri 1-3)